# (4772) 1989 VM
(4772) 1989 VM (1989 VM, 1971 QD1, 1980 DH, 1986 GL2) — астероїд головного поясу.
Тіссеранів параметр щодо Юпітера — 3,170.